# Biondia revoluta
Biondia revoluta är en oleanderväxtart som beskrevs av Michael George Gilbert och P. T. Li. Biondia revoluta ingår i släktet Biondia och familjen oleanderväxter. Inga underarter finns listade i Catalogue of Life.